# Зареченский (Ведновский сельсовет)
В Чаплыгинском районе тоже есть посёлок Зареченский
Заре́ченский — посёлок Ведновского сельсовета Чаплыгинского района Липецкой области.

## Название
Название дано по местоположению за рекой Сухая Кобельша относительно центра поселения села Ведное.

## География
Стоит на левом берегу реки Сухая Кобельша.

## История
Основан не позднее второй половины XX века.

## Население
| 1997 | 2010 |
| ---- | ---- |
| 11   | ↘0   |